# DN13B
DN13B este un drum național secundar din România, aflat în județul Harghita și care leagă orașul Gheorgheni de localitatea Praid, asigurând, prin DN13A, legătura cu Sovata și Târgu Mureș.